# New Country Hits
Albums de George Jones
Mr. Country and Western Music
(1965) Old Brush Arbors
(1965)
New Country Hits est un album de l'artiste américain de musique country George Jones. Cet album est sorti en 1965 sur le label Musicor Records.

## Liste des pistes
| No  | Titre                         | Durée |
| --- | ----------------------------- | ----- |
| 1.  | Love Bug                      | 2:03  |
| 2.  | Til I Hear from You           | 2:26  |
| 3.  | I Made Her That Way           | 2:24  |
| 4.  | I'm Wasting Good Paper        | 2:29  |
| 5.  | Along Came You                | 2:30  |
| 6.  | I'd Rather Switch Than Fight  | 2:05  |
| 7.  | Things Have Gone to Pieces    | 2:52  |
| 8.  | If You Won't Tell on Me       | 2:35  |
| 9.  | Memory Is                     | 2:59  |
| 10. | Feeling Single, Seeing Double | 2:07  |
| 11. | We're Watching Our Step       | 2:58  |
| 12. | Take Me                       | 2:40  |

## Positions dans les charts
Album – Billboard (Amérique du nord)
| Année | Chart          | Position |
| ----- | -------------- | -------- |
| 1965  | Albums country | 5        |